# Calceolaria adenanthera
Calceolaria adenanthera är en toffelblomsväxtart. Calceolaria adenanthera ingår i släktet toffelblommor, och familjen toffelblomsväxter.

## Underarter
Arten delas in i följande underarter:
- C. a. adenanthera
- C. a. bracteata